# Arthur Gingell
Pour les articles homonymes, voir Gingell.
Arthur Gingell (né le 30 septembre 1883 à Bristol et mort le 20 février 1947 à Cleveland dans l'Ohio) est un lutteur sportif britannique.

## Biographie
Arthur Gingell obtient une médaille de bronze olympique, en 1908 à Londres en poids légers.